# یو زینیوان
 یو زینیوان (انگلیسی: Yu Xinyuan؛ زادهٔ ۱۳ فوریهٔ ۱۹۸۵) یک تنیس‌باز اهل جمهوری خلق چین است.